# Peter B. Schumann

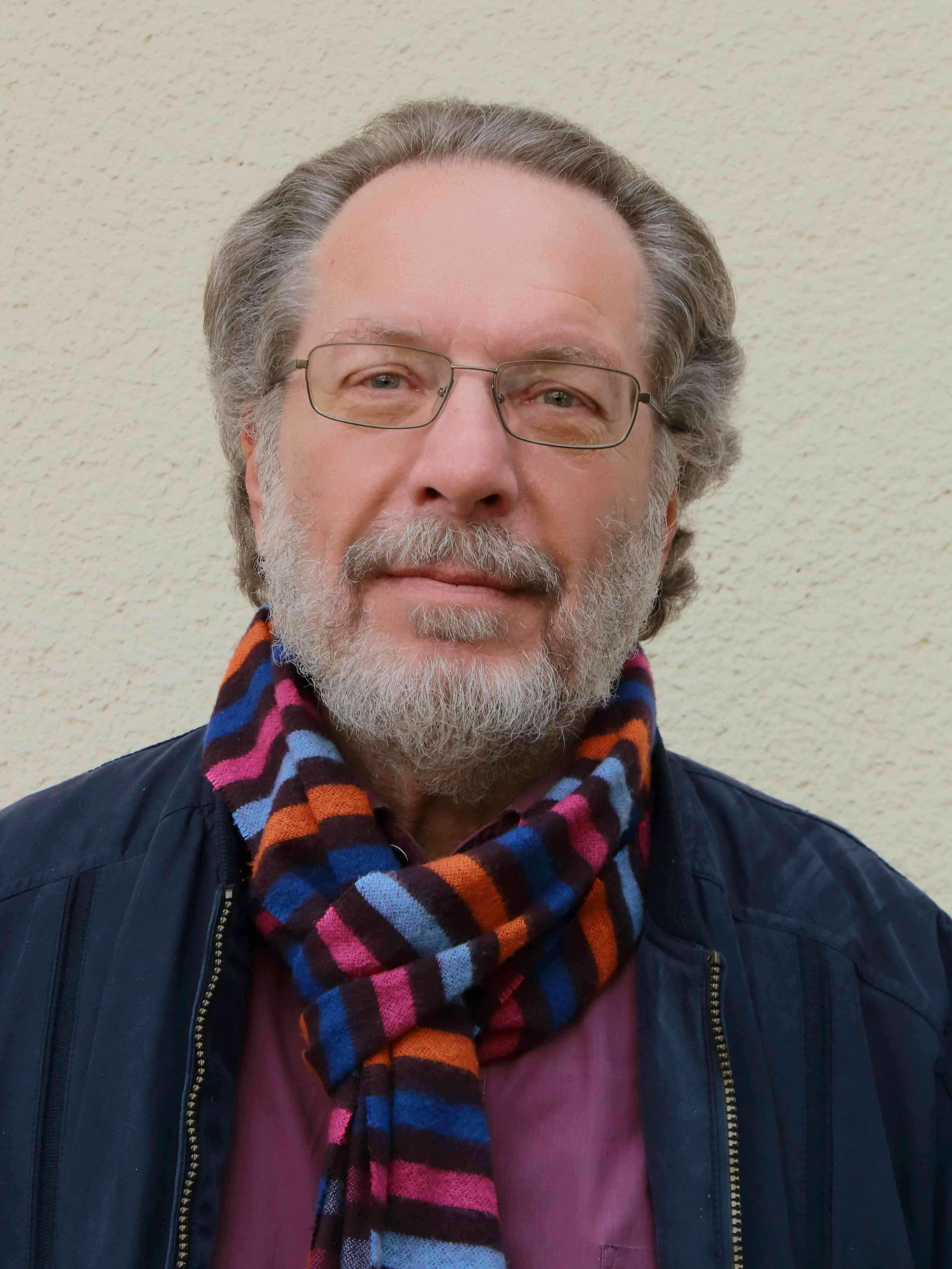
Peter B. Schumann, 2014

Peter B. Schumann (* 17. Mai 1941 in Erfurt) ist ein deutscher Publizist mit Arbeitsschwerpunkt Lateinamerika.

## Leben und Wirken
Während des Studiums der Politologie, Germanistik, Theaterwissenschaft und Publizistik (1961–1965 in Freiburg und Berlin) begann er seine Tätigkeit als freischaffender Publizist. Das journalistische Handwerk hat er als Mitarbeiter der Studentenzeitschriften der beiden Universitäten gelernt. Eine wesentliche politische Orientierung bot die Arbeit als Redakteur von Alternative. Zeitschrift für Literatur und Diskussion der undogmatischen Neuen Linken (1965–1982).
- 1966 begann er seine Mitarbeit bei den Internationalen Filmfestspielen Berlin, wo er von 1966 bis 1970 für die Retrospektive verantwortlich war und das Festival mit zwei Filmreihen für das Neue lateinamerikanische Kino öffnete. Von 1971 bis 2006 war er als Mitglied im Leitungsteam des Internationalen Forums des jungen Films der Berlinale zuständig für Lateinamerika. Außerdem verantwortete er von 1971 bis 1985 die Lateinamerika-Auswahl der Westdeutschen Kurzfilmtage Oberhausen (heute: Internationale Kurzfilmtage Oberhausen).
- 1968 drehte er in Brasilien mit der Serie Neuer brasilianischer Film seine ersten Fernsehbeiträge.
- 1971 erschien mit Film und Revolution in Lateinamerika die erste seiner zahlreichen Publikationen über den lateinamerikanischen Film, 1987 mit Historia del cine latinoamericano eine der ersten Filmgeschichten Lateinamerikas.
- 1972 trat er der Deutschen Journalisten-Union (heute ver.di) bei, die er von 1978 bis 1989 im Verwaltungsrat der Filmförderungsanstalt vertreten sollte.
- 1973 nahm er eine Lehrtätigkeit auf, vor allem am Lateinamerika-Institut der Freien Universität Berlin (1973–1979), die ihn aber auch an die Hochschule der Bildenden Künste nach Braunschweig und an die Universität Bremen brachte.
- 1987 gelang es ihm als erstem deutschen TV-Journalisten, den Schriftsteller Gabriel García Márquez ausführlich zu interviewen.
- 1989 gehörte er zu den Mitbegründern der Universidad del Cine in Buenos Aires.
- Seit 2002 ist er Vorstandsmitglied der Freunde des Ibero-Amerikanischen Instituts e.V. in Berlin, seit 2012 Botschafter für Erfurt.

In seinen Rundfunk-Features, bei denen er meist selbst Regie führt, hat er sich von Anfang an für lateinamerikanische Themen engagiert und in zahlreichen Beiträgen die politische und kulturelle Situation des Kontinents dargestellt. Sein besonderes Interesse galt in den politischen Sendungen den Transformationsprozessen: der Zerschlagung der Demokratien in Brasilien, Chile, Uruguay und Argentinien, dem politischen und kulturellen Widerstand gegen die Militärdiktaturen und den schwierigen Redemokratisierungsprozessen. Vielfach hat er die Folgen des Neoliberalismus auf die gesellschaftliche und kulturelle Entwicklung beschrieben sowie das Scheitern sozialistischer Projekte in Kuba und Venezuela. In den letzten Jahren hat er sein Augenmerk besonders auf das Erstarken der sozialen Bewegungen in Lateinamerika gerichtet.

## Publikationen
- Hrsg.: Glauber Rocha e as culturas na América Latina (zusammen mit Peter W. Schulze). Frankfurt/M.: TFM 2011 / Biblioteca Luso-Brasileira 26, 252 S.
- Hrsg.: Der Morgen ist die letzte Flucht. Kubanische Literatur zwischen den Zeiten (zusammen mit Thomas Brovot). Berlin: Edition diá 1995, 220 S.
- Hrsg.: Einige Indizien oder Der letzte Ausweg (Erzählungen aus Chile). Berlin: Edition diá 1994, 192 S.
- Handbuch des brasilianischen Films. Frankfurt/M.: Vervuert 1988, 160 S.
- Historia del cine latinoamericano. Buenos Aires: Legasa 1987, 362 S.
- Jacobo Borges (Katalogbuch). Berlin 1987. 200 S.
- Handbuch des lateinamerikanischen Films. Frankfurt/M.: Vervuert 1982, 324 S.
- Kino in Cuba 1959–1979. Frankfurt/M.: Vervuert 1980, 412 S.
- Kino und Kampf in Lateinamerika. Zur Theorie und Praxis des politischen Kinos. München/Wien: Hanser 1976, 264 S.
- Film und Revolution in Lateinamerika. Oberhausen: Laufen 1971, 172 S.

## TV-Beiträge (Auswahl)
- Geheimes Kuba. Regie: Emmanuel Amara, Kai Christiansen, Florian Dedio (8-teilige Serie für ZDF-Info, 2016). Berater und Gesprächspartner
- Nuevo Cine Latinoamericano. Historia y orígenes en los años sesenta. DVD (Universidad del Cine / Goethe-Institut, Buenos Aires 2008)
- Die Rote Leinwand (Vierteilige Fernsehserie über den proletarischen Film in Deutschland, WDR III/NDR III, 1976)
- Kino in Cuba (WDR III, 1976)
- Deutscher Film im Exil 1933–1945 (ZDF – 1975)
- „Erobert den Film!“ Proletarischer Film in Deutschland 1922–1933 (ZDF 1973)
- Kino in Opposition (Die Entstehung des Neuen lateinamerikanischen Spielfilms, ZDF 1970)
- Kino im Untergrund (Der politische Dokumentarfilm in Lateinamerika, ZDF 1970)
- Neuer brasilianischer Film (Vierteilige Fernsehserie, WDR III, 1968)
- TV-Reportagen für den WDR: Kino für Perón (1974); Erste Wahlen in Cuba (1977); Kino in Argentinien (1985); Gabriel García Márquez (erstes ausführliches Interview für das deutsche Fernsehen, 1987); Miguel Littín im Untergrund in Chile (1987); Miguel Barnet (1987); Mario Benedetti (1987); Theater in Uruguay (1987); Kunst in Venezuela: Jacobo Borges (1988).

## Radio-Feature (Auswahl)
- Das Land der Träume. Revolution und Widerstand der chilenischen Kultur. Eine LANGE CHILE NACHT. DLF/DLF-K 2023
- Nicht nur acht Jahre beispiellosen Terrors. Die argentinische Gegenwartsliteratur weitet den Fokus. DLF-K 2023
- Der Fall Padura. Ein kubanischer Autor und die Zwänge des Regimes. DLF 2022
- Tania Bruguera und die alternative Kultur Cubas. WDR 2022
- Lateinamerikanische Kriminalromane. Der süße Duft des Mordes. DLF-K 2022
- Vom Widerstand der Kunst und der Kunst des Widerstands in Cuba. WDR 2021
- Leben für Argentinien. Der Regisseur und Politiker Fernando Solanas. WDR 2021
- Fiktionen ohne Hoffnung. Die neue Generation der lateinamerikanischen Schriftstellerinnen. DLF-K 2021
- Wahn und Wirklichkeit. Die venezolanische Literatur in Zeiten des politischen Bankrotts. DLF-K 2020
- „Der Genosse, der sich um uns kümmert.“ Die kubanische Dissidenten-Literatur. DLF-K 2019
- „In Berlin sind mir Flügel gewachsen“. Lange Nacht über Berlin, die heimliche Kulturhauptstadt der Lateinamerikaner. (Drei Stunden über Literatur, Film und Tango.) DLF/DLF-K 2018
- Argentinische Autorinnen im Aufwind – zwischen Mikrokosmen und Computerviren. DLR 2018
- Die IMPA – eine Fabrik als Zufluchtsort im neoliberalen Argentinien. SWR/DLF 2017
- Mexikanische Literatur im Zeichen der Gewalt. Koautorin: Rita Nierich. SWR 2017
- Von Anfang bis Ende: Zensur in Kuba. DLF 2016
- „Wir sind es leid!“ Die mexikanische Bürgergesellschaft wehrt sich. DLF/SWR 2016
- Der zerbrochene Spiegel. Neue Stimmen in der Literatur Mittelamerikas. DLR 2016
- Venezuela nach Chávez: ein Land in seiner tiefsten Krise. DLF 2014
- Spanien im Bausumpf. Autoren über die staatsgefährdende Krise des Landes. Koautorin: Rita Nierich. DLR 2014
- Der Schriftsteller Julio Cortázar. Auf der Autobahn in die Moderne. Koautorin: Rita Nierich. SWR 2014
- Exerzierfeld für Diktatoren. Zum 50. Jahrestag des Militärputsches in Brasilien. DLF 2014
- Bürger-Revolution mit Webfehlern. Ecuador: ein kleines Land mit großen Ambitionen. SWR 2013
- „Erzähl’ mir von der Krise.“ Die Kultur in Spanien widersetzt sich dem Niedergang. DLF/SWR 2013
- Die Peripherie im Zentrum. Brasiliens marginale Literatur. DLR 2013
- „Wer sich nicht bewegt, kann nichts bewegen.“ Kultur der Veränderung in der Favela Santa Marta. DLF 2013
- „Ich lebe eine Utopie, die nicht die meine ist.“ Die Lange Nacht der kubanischen Dissidenz. DLR/DLF 2012
- „Bildung ohne Reibach!“ Die chilenische Protestbewegung stellt die Systemfrage. SWR/DLF 2012
- Aufbruch in die Vergangenheit? Das Venezuela des Hugo Chávez. DLF 2011
- Kultur unter Verdacht. Venezuelas Kultur und die Regierung Chávez. DLF 2011
- Haiti – Insel am Ende aller Träume. Eine literarische Spurensuche. SWR 2011
- „Dinosaurier in schwierigen Zeiten“. Der Literaturnobelpreisträger Mario Vargas Llosa. DLR 2010
- Roberto Bolaño: der kultivierte ‚Wilde’. DLR 2010
- 20 Jahre Concertación: Ende eines Erfolgsmodells und Wende nach rechts? DLF 2010

## Auszeichnungen
- Berlinale Kamera 2006
- Ehrenmedaille für Freundschaft und Wissenschaft des Ibero-Amerikanischen Instituts Berlin (2006).